# Ahmadou Bello Stadium
Ahmadou Bello Stadium – wielofunkcyjny stadion w mieście Kaduna w Nigerii. Najczęściej używany jest jako stadion piłkarski, a swoje mecze rozgrywają na nim drużyny Kaduna United i Kada City. Stadion może pomieścić 16 500 widzów.
Stadion został zbudowany w 1964 roku. Był jednym z obiektów goszczących Mistrzostwa Świata U-17 w Piłce Nożnej 2009.